# 小薩德基
50°9′58″N 26°6′57″E / 50.16611°N 26.11583°E
小薩德基（烏克蘭語：Малі Садки），是烏克蘭的村落，位於該國西部捷爾諾波爾州，由克列梅涅茨區負責管轄，始建於1700年，面積2.07平方公里，2001年人口410，人口密度每平方公里198.1人。